# Gerhard Gleich

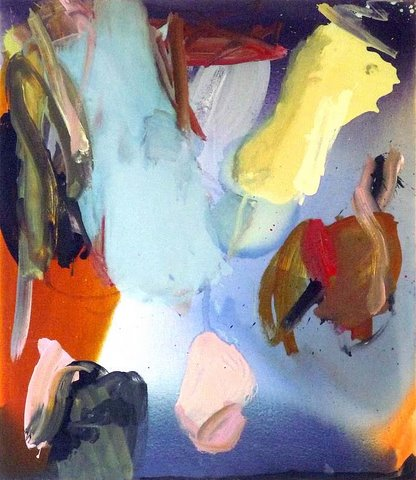
Cuandro de Joanna y Gerhard Gleich.

Gerhard Gleich (Praga 23.10.1941), artista austriaco y profesor (jubilado) de la Escuela de Bellas Artes de Viena. 
Su nombre original era Gerhard Feest, pero adoptó el nombre de su segunda esposa, la pintora polaca-austríaca Joanna Gleich. Tuvo como maestro al pintor Albert París Gütersloh. Fue asistente del pintor y profesor vienés Wolfgang Hollegha, de 1972 hasta 1997. Luego pasó a trabajar en el contexto de la academia del Instituto para el Arte Conceptual (con la profesora Marina Grzinic). Gerhard Gleich ha renunciado completamente al arte comercial. La mayoría de sus pinturas, elaboraciones en plásticos y objetos de madera, son conocidas solamente por algunos coleccionistas y amigos. Es el hermano del etnólogo Christian Feest y del jurista Johannes Feest.
- Datos: Q580657